# Spathoptila
Spathoptila is een geslacht van vlinders van de familie visstaartjes (Nolidae), uit de onderfamilie Nolinae.

## Soorten
- S. cyclophora Turner, 1944